# تپه قارا آقاج
تپه قارا آقاج مربوط به دوران‌های تاریخی پس از اسلام است و در شهرستان قزوین، بخش کوهین، روستای یله‌گنبد واقع شده و این اثر در تاریخ ۲۵ خرداد ۱۳۸۱ با شمارهٔ ثبت ۵۷۱۹ به‌عنوان یکی از آثار ملی ایران به ثبت رسیده است.